# Futbol Club Barcelona
Il Futbol Club Barcelona (pronuncia spagnola: [ˈfuðβol ˌkluβ βaɾθeˈlona], catalana: [fudˈbɔɫ ˌklub bəɾsəˈlonə] ), conosciuto più semplicemente come Barcelona (spesso abbreviato in Barça, pronuncia spagnola: [ˈbaɾθa], catalana: [ˈbaɾsə]) e in italiano come Barcellona, è una società polisportiva spagnola con sede nella città di Barcellona, nota soprattutto per la sua sezione calcistica.
Fu fondata a Barcellona nel 1899 da un gruppo di calciatori svizzeri, britannici e catalani, guidati da Hans Gamper. La squadra di calcio milita in Primera División, la massima serie del campionato spagnolo di calcio, dalla prima edizione del torneo (stagione 1928-1929).
A livello internazionale è la quarta squadra al mondo, la seconda squadra in Europa e la seconda in Spagna per numero di titoli ufficiali vinti: 22 (a pari merito con il Boca Juniors e alle spalle di Real Madrid ed Al Ahly, rispettivamente a quota 35 e 27 trofei). Nella bacheca del club complessivamente figurano: 5 Coppe dei Campioni/Champions League, 4 Coppe delle Coppe (record), 3 Coppe delle Fiere (record), di cui detiene il trofeo perpetuo in quanto vincitore della cosiddetta finalissima, 2 Coppe Latine (record condiviso con Milan e Real Madrid), 5 Supercoppe UEFA e 3 Coppe del mondo per club. È tra le nove squadre in Europa che sono riuscite a centrare il treble, ossia la vittoria in campionato, nella coppa nazionale e nella Champions League nella stessa stagione, e la prima ad avere bissato l'impresa (2009 e 2015); inoltre nel 2009, vincendo anche la Supercoppa spagnola, la Supercoppa UEFA e la Coppa del mondo per club, è diventato il primo club nella storia del calcio ad essersi aggiudicato il sextuple (eguagliato dal Bayern Monaco nel 2020), trionfando in ognuna delle sei competizioni ufficiali disputate nel corso dell'anno solare.
A livello nazionale è la prima squadra in Spagna per numero di titoli ufficiali vinti: 80. Nella bacheca del club figurano: 28 campionati, 32 Coppe di Spagna (record), 2 Coppe della Liga (record), 15 Supercoppe di Spagna (record) e 3 Coppe Eva Duarte (record). Complessivamente il club si è aggiudicato 102 trofei ufficiali, 80 nazionali e 22 internazionali, che la rendono la seconda squadra più vincente in Spagna dietro il Real Madrid (106), e una delle più blasonate al mondo.
Il club è membro fondatore dell'ECA, associazione nata dallo scioglimento del G-14 per tutelare gli interessi di club e giocatori.
La polisportiva è attiva anche nella pallacanestro, nel calcio a 5, nella pallamano, nell'hockey su pista, nell'hockey su pattini in linea, nel football americano e rugby. Inoltre possiede anche una squadra femminile e una squadra delle riserve.

## Storia

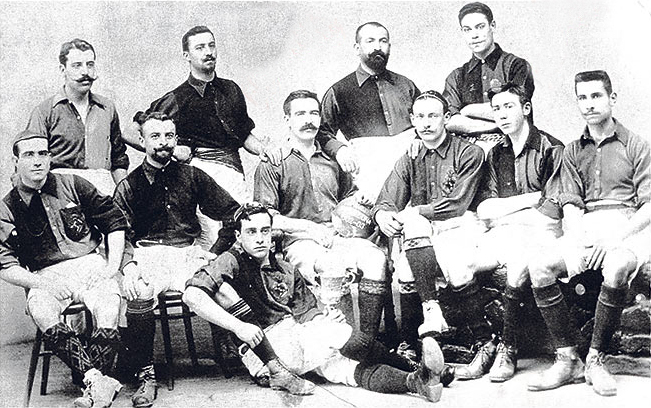
Una formazione del Barcellona nel 1903

Il Foot-Ball Club Barcelona fu fondato il 29 novembre 1899 da un gruppo di calciatori guidati da Hans Gamper. Nei primi anni il club giocò gran parte delle partite in Svizzera e Inghilterra. A partire dal 1910 il Barcellona visse il primo periodo di successo: guidato da giocatori come Ricardo Zamora, Josep Samitier e Paulino Alcántara vinse dieci Coppe di Spagna e dominò nel campionato catalano e nel primo campionato spagnolo.
Allo scoppio della guerra civile spagnola Franco cambiò il nome del Barcellona in Club de Fútbol Barcelona; in quel periodo arrivarono altri quattro titoli di Liga e una Coppa del Re, ma nel 1942 il club catalano, piazzandosi 12º a fine stagione, rischiò la retrocessione in Segunda División che riuscì a evitare solo dopo aver battuto per 5-1 il Real Murcia (club 3º classificato nel gruppo promozione finale di Segunda División) nello spareggio promozione-retrocessione. In seguito a questa difficoltà, la squadra si riprese aggiudicandosi altri tre campionati nel 1945, 1948 e 1949. Nel 1949 il club prese parte alla prima edizione della Coppa Latina, competizione antesignana della Coppa dei Campioni/UEFA Champions League, mettendo in bacheca il primo titolo a livello europeo dopo aver sconfitto in finale lo Sporting Lisbona. Il successo venne ripetuto nel 1952, questa volta ai danni del Nizza. A partire dalla prima metà degli anni 1950 fino alla fine del decennio successivo, il Barcellona stabilì una serie di grandi successi: sotto la guida di Ferdinand Daučík e Helenio Herrera, con giocatori come László Kubala e Luis Suárez il Barça instaurò una dittatura sportiva in patria conquistando quattro campionati e cinque Coppe del Re, e in Europa ottenne ben tre affermazioni nella Coppa delle Fiere, raggiungendo senza vincere anche le prime finali in Coppa dei Campioni e in Coppa delle Coppe. L'avvento di Rinus Michels, Johan Cruijff e Johan Neeskens portò con sé nuovi successi negli anni 1970, che si conclusero con la vittoria in campionato nel 1973-1974 e con la prima Coppa delle Coppe. Gli anni 1980 andarono a fasi alterne: il Barça vinse un campionato e una Coppa delle Coppe e perse la finale della Coppa dei Campioni, ma quando Johan Cruijff, nel 1988, tornò sulla panchina del club, iniziò il periodo di maggior successo nella storia del club. Guidato da Cruijff, il cosiddetto Dream Team composto da stelle come Hristo Stoičkov e Romário vinse quattro campionati consecutivi, una Coppa delle Coppe, una Supercoppa UEFA e la prima Coppa dei Campioni nella storia del club. Il successo degli anni 1990 continuò con Bobby Robson e Louis van Gaal e campioni come Ronaldo, Luís Figo e Rivaldo che guidarono i blaugrana alla vittoria in campionato nel 1997-1998 e nel 1998-1999, e in ambito europeo, nuovamente nella Coppa delle Coppe e nella Supercoppa UEFA.

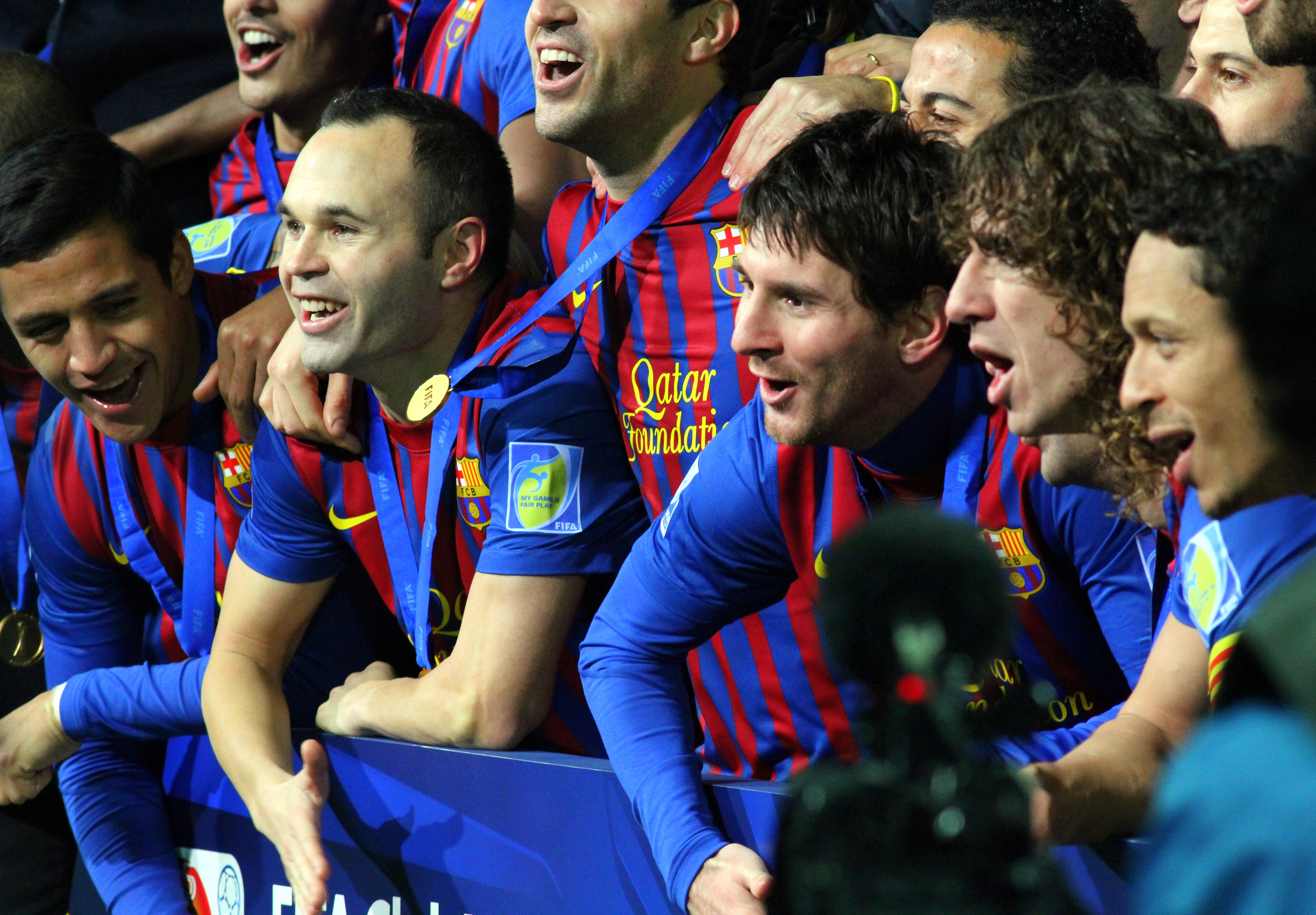
Il Barcellona celebra la vittoria della Coppa del mondo per club FIFA 2011

Dopo un periodo privo di vittorie tra il 1999 e il 2004, il Barça colse nuovi successi nella 2004-2005 con Frank Rijkaard e Ronaldinho. Nel 2005-2006 al titolo nazionale aggiunse la vittoria della UEFA Champions League. I successi continuarono anche con Pep Guardiola, che al primo tentativo, grazie a giocatori come Samuel Eto'o, Andrés Iniesta, Xavi e soprattutto Lionel Messi, portò il Barcellona alla conquista del treble (Liga, Coppa del Re e UEFA Champions League), seguito nello stesso anno solare da Supercoppa di Spagna, Supercoppa UEFA e Coppa del mondo per club FIFA per uno storico sextuple. L'anno successivo Guardiola portò un altro titolo nazionale e una Supercoppa di Spagna mentre nella stagione 2010-2011 il Barcellona realizzò il double con le vittorie in campionato e in UEFA Champions League, la quarta della storia blaugrana. Nel 2011 gli uomini di Guardiola conquistarono anche la Supercoppa di Spagna, la Supercoppa UEFA e la Coppa del mondo per club FIFA. Nella stagione 2011-2012 i blaugrana si aggiudicarono la Coppa del Re per la 26ª volta, dopo che avevano terminato il campionato al secondo posto, alle spalle del Real Madrid di Mourinho.
Chiusasi l'era Guardiola, il Barcellona continuò a dominare la scena nazionale, vincendo negli anni successivi sette campionati (2012-2013, 2014-2015, 2015-2016, 2017-2018, 2018-2019, 2022-2023, 2024-2025), sei Coppe del Re, di cui quattro consecutive (2014-2015, 2015-2016, 2016-2017, 2017-2018, 2020-2021, 2024-2025) e cinque Supercoppe di Spagna (2013, 2016, 2018, 2023, 2025). A livello internazionale, con Luis Enrique nel 2015 il club mise in bacheca la UEFA Champions League, la Supercoppa UEFA e la Coppa del mondo per club FIFA.

## Colori e simboli

### Colori

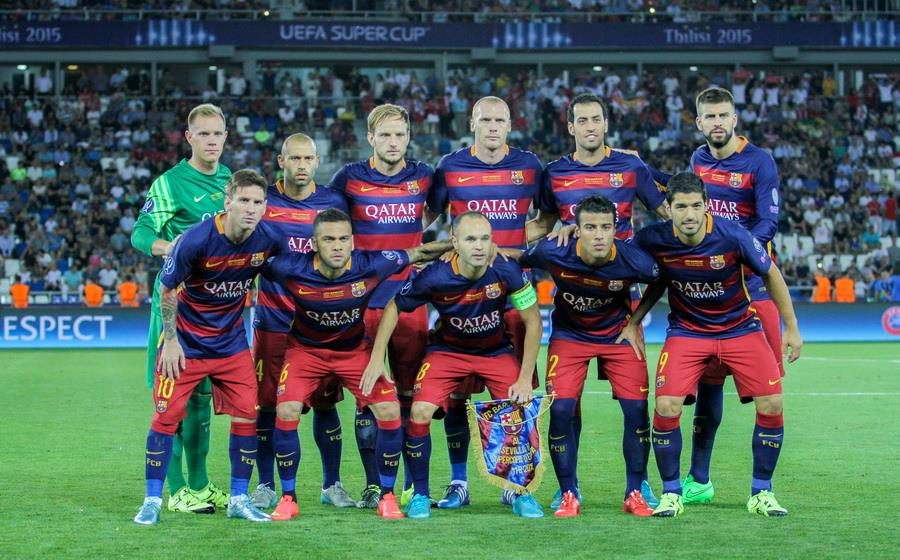
La maglia fasciata della stagione 2015-2016.

Esistono varie versioni sull'origine dei colori che identificano il Barcellona. La versione più credibile è che sia stato il fondatore del club, Joan Gamper, a scegliere i colori ufficiali. Questa tesi è la più attendibile perché, come attestato storicamente, nella prima partita con la nuova squadra, subito dopo la fondazione, Gamper indossò una maglietta blu e granata. Rimane invece dibattuto il motivo per cui Gamper avesse scelto tali colori: l'ipotesi prevalente nel corso del tempo afferma che vi fu una semplice trasposizione delle tinte istituzionali del Basilea (squadra in cui il fondatore aveva giocato prima di approdare al Barcellona); nondimeno è stato ipotizzato anche che i colori fossero stati mutuati dallo stemma del Canton Ticino, regione natale di Gamper.
Altre versioni che circolano tra i cronisti dell'epoca sostengono che la scelta fu dettata da un episodio particolare. Durante la riunione per la fondazione del club uno degli assistenti avrebbe tirato fuori una matita bicolore blu e rossa. Gli occhi di qualcuno dei presenti si posarono su quella matita, e, in mancanza di altre proposte, si suggerì di scegliere quei colori. Stando a una terza versione, sarebbe stata la madre di uno dei primi calciatori, la signora Comamala, a ideare per i calciatori del Barcellona delle magliette a fasce nere e rosse, il che avrebbe indirizzato la scelta verso il blaugrana. Negli ultimi anni si è diffusa una teoria secondo cui i colori proverrebbero dalla Germania meridionale, precisamente da Heidenheim, luogo natale di Otto Maier, uno dei fondatori del club.
Nei primi anni di vita la maglia del Barcellona era per metà blu e per metà granata, con le maniche che presentavano gli stessi colori ma in ordine inverso. Solo in un secondo momento, nella stagione 1909-1910, furono introdotte le strisce verticali blu e granata. Nel corso del tempo la maglia è rimasta pressoché fedele ai colori adottati, sebbene alcune caratteristiche siano state di volta in volta modificate, come l'orientamento verticale o orizzontale delle strisce, la loro dimensione e l'intensità delle tonalità del blu e del granata. Anche le squadre di basket, rugby a 15 e atletica hanno adottato in alcune epoche le strisce blaugrana orizzontali.
Nella stagione 2007-2008 era presente sulle maglie un logo celebrativo dei cinquant'anni del Camp Nou, mentre fu introdotta una seconda maglia a strisce con due tonalità di azzurro, cambiata nella stagione seguente. Nella stagione 2008-2009, in occasione del 110º anniversario, la squadra di calcio vestiva una maglietta simile a quella degli esordi del club, per metà blu e per metà granata. Dal 2009-2010 il Barça è tornato a vestire pressoché stabilmente le tradizionali strisce verticali blaugrana,, eccetto per la stagione 2015-2016 quando è sceso in campo con una maglia fasciata: nella storia ultracentenaria della società catalana è la prima volta che la sezione calcistica adotta questo modello, a differenza delle squadre di basket, rugby e atletica.
Per quanto riguarda i calzoncini, all'inizio furono di colore bianco. Nel 1913 diventarono neri e, successivamente, blu. Da allora non ci sarebbero più stati cambiamenti nella colorazione dei pantaloncini fino alla stagione 2005-2006, quando, per disposizione del presidente Joan Laporta, tutte le squadre della polisportiva del Barcellona adottarono calzoncini di colore granata. Questo provvedimento interruppe una tradizione che durava da novant'anni.

### Simboli ufficiali

#### Stemma

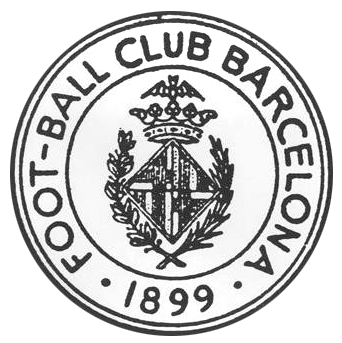
Il primo marchio del Barcellona: al centro campeggia lo stemma araldico cittadino

Desiderando marcare in modo chiaro e inequivocabile il proprio legame con la città di appartenenza, all'atto della fondazione il Foot-Ball Club Barcelona adottò quale emblema sociale lo stemma araldico del capoluogo catalano: uno scudo a losanga inquartato della croce di Sant Jordi (San Giorgio, patrono cittadino) e della palatura giallo-rossa (colori della bandiera della Catalogna), ornato esternamente da corona marchionale e da un serto di palma e alloro. Nel marchio ufficiale esso era racchiuso da una corona circolare con inscritta la ragione sociale a lettere stampatelle.
Secondo quanto affermato dal Barcellona, tale soluzione fu mantenuta fino al 1910, anno in cui Joan Gamper propose di dotare il club di un vero e proprio simbolo personale. Venne dunque indetto un concorso pubblico: tra i vari bozzetti che furono presentati venne scelto quello di Carles Comamala, artista, studente di medicina e giocatore del club dal 1903 al 1912. Esso consisteva in uno scudo dalla forma curvilinea e insolita, diviso superiormente in due cantoni recanti la croce di Sant Jordi a sinistra e i colori della bandiera della Catalogna a destra; nell'ampio campo inferiore appariva invece una palatura blu granata e il disegno di un pallone aureo. Una fascia divisoria a mezza altezza conteneva invece le iniziali della denominazione sociale, F.C.B.
Esiste tuttavia un'altra versione sulle origini del gagliardetto, secondo la quale la sua paternità sarebbe da attribuire direttamente a Gamper, il quale l'avrebbe disegnato ispirandosi a preesistenti stemmi di squadre da calcio svizzere; sempre a tal proposito si narra che il socio co-fondatore Lluís d'Ossó, non gradendo il bozzetto proposto, l'avesse spregiativamente soprannominato "pentola".
Al di là della sua origine, è comunque certo che a decorrere dal 1910 il Barcellona avesse già adottato il suo celeberrimo stemma, il quale nel corso dei successivi decenni subì solo modifiche minimali e cosmetiche, atte semplicemente ad ammodernarne ed attualizzarne le forme e la colorazione.
La modifica di maggiore entità venne implementata nel 1941, allorché sotto il regime di Francisco Franco venne imposto al Barcellona di "ispanizzare" la propria identità: la palatura giallo-rossa del cantone superiore destro venne resa meno fitta (onde attenuarne il significato di simbolo catalano) e la sigla sociale venne mutata in C.F.B. (giacché anche il nome societario venne tradotto in spagnolo). Nel 1949 venne ripristinata la palatura originale e l'acronimo centrale ulteriormente modificato in C. de F.B., salvo poi tornare a C.F.B. nel 1960.
Nel 1974 il club poté riadottare la denominazione storica F.C.B. e l'emblema nelle sue forme originarie del 1910; l'anno successivo lo scudo fu semplificato nelle linee e ammodernato nel carattere tipografico dell'acronimo.
Primo ammodernamento del ventunesimo secolo è quello studiato dal designer Claret Serrahima nel 2002: egli andò a semplificare la forma dello scudo, tolse i punti dall'acronimo sociale (che divenne FCB, reso in un font meno invasivo) e ne ravvivò i colori. Venne invece respinto dall'assemblea dei soci del club il redesign dello stemma proposto nel 2018, che prevedeva la totale eliminazione della ragione sociale.

#### Inno
L'inno ufficiale del Barcellona si chiama Cant del Barça (in italiano Canto del Barça). Sostituisce il vecchio inno Himne a l'Estadi di Cabané i Badia. Fu eseguito per la prima volta nel 1974 al Camp Nou, in occasione delle celebrazioni per il 75º anniversario della fondazione del club. Il testo, interamente in catalano, è opera di Jaume Picas e Josep Maria Espinàs, mentre la musica fu composta da Manuel Valls. La versione ufficiale è interpretata dall'orchestra Sant Jordi.
Negli ultimi decenni è stato interpretato da cantanti di fama come Joan Manuel Serrat, in occasione delle celebrazioni per il centenario del club. Con l'avvento di Joan Laporta alla presidenza è stata incentivata l'esecuzione dell'inno al Camp Nou da parte di diversi cantanti ed ensemble musicali, solitamente prima della disputa delle partite di calcio. Ne sono risultate disparate interpretazioni: dal pop al rock, dal rap al samba, dall'hip hop alla rumba.
Una delle caratteristiche dell'inno è il suo continuo riferimento all'indole aperta e socievole del club, che non fa differenze di provenienza geografica tra i suoi membri. Come dice una strofa, tant se val d'on venim, si del sud o del nord, una bandera ens agermana ("non importa da dove veniamo, se dal sud o dal nord, ci affratella una bandiera").
Il Cant del Barça risuona negli impianti sportivi del FC Barcelona ogni volta che le squadre blaugrana disputano una partita, poco prima dell'inizio dell'incontro e nel momento dell'ingresso in campo dei giocatori. Frequente è, inoltre, il suo utilizzo tra i sostenitori assiepati sugli spalti.

## Strutture

### Stadio

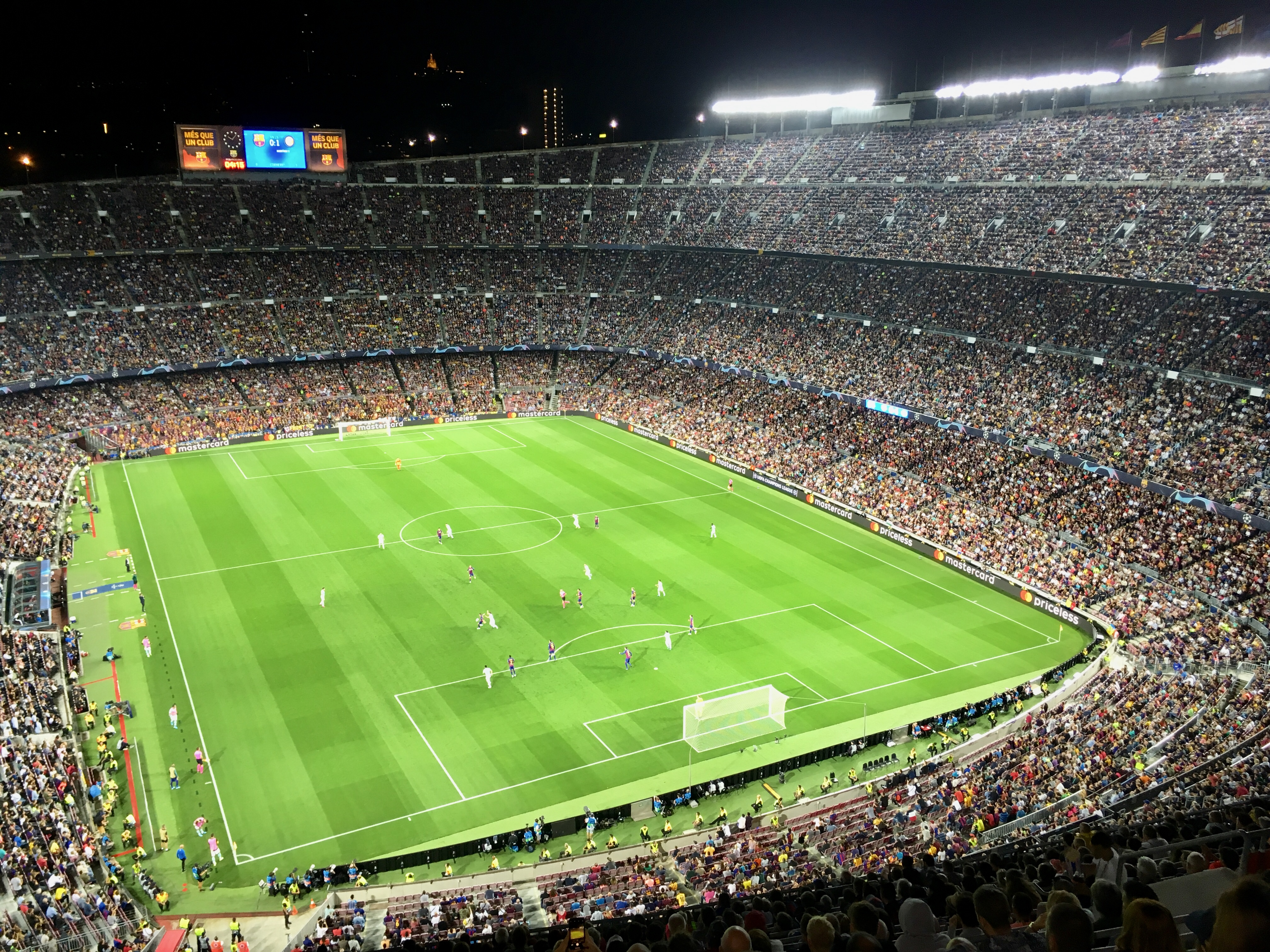
Panoramica del Camp Nou.

Il primo campo di gioco del Barcellona, nel biennio 1899-1900, fu il Velódromo de la Bonanova. Dal 1909 al 1922 la squadra giocò in un campo della calle Industria de Barcelona, comunemente chiamato "La Escopidora".
Dal 1922 al 1957 disputò le sue partite interne nel Camp de Les Corts, inaugurato per accogliere 30 000 spettatori e che giunse a ospitare fino a 60 000 persone. L'etimologia del soprannome culés data ai tifosi del Barcellona, è legata proprio agli anni trascorsi al "Les Corts": dall'esterno dello stadio, infatti, i passanti vedevano solo le natiche degli spettatori della fila più alta.
Dal 1957, anno della sua inaugurazione, l'impianto di gioco del club è il Camp Nou. Di proprietà del club, ha una capienza di 99354 posti, che ne fanno lo stadio più grande d'Europa. È uno dei quattro stadi europei catalogato come "Stadio a cinque stelle" dalla UEFA, che lo ha ritenuto idoneo a ospitare finali di UEFA Champions League, Supercoppa UEFA e UEFA Europa League, com'è avvenuto in 15 circostanze. Si trova nel quartiere di Les Corts, a Barcellona, insieme ad altri impianti del club, come il Mini Estadi (lo stadio del Barcellona Atlètic), La Masia e il Palau Blaugrana, casa del Barcellona della pallacanestro. Tra le strutture del Camp Nou figura il Museo del FC Barcelona, il museo più visitato della Catalogna e il nuovo centro d'allenamento Ciutat Esportiva Joan Gamper aperto nel 2006.
A partire dalla stagione 2023-2024, a causa della ristrutturazione del Camp Nou, il Barcellona ha giocato le sue gare interne allo stadio olimpico Lluís Companys.

### Centro di allenamento
La Ciutat Esportiva Joan Gamper è situata a Sant Joan Despí e ospita le sedute di allenamento della prima squadra. È utilizzata come centro d'allenamento anche dalla squadra delle riserve, così come da molte delle altre sezioni della polisportiva (comprese pallacanestro, handball e futsal). Da quando questa struttura è completamente operativa, è usata da tutte le squadre giovanili del Barça che precedentemente hanno usato le altre strutture di allenamento del Camp Nou, principalmente il Mini Estadi e il Palau Blaugrana.

## Società

### Organigramma societario
Aggiornamento al 10 marzo 2021.
- Presidente:  Joan Laporta
- Primo vicepresidente e responsabile delle attività sociali:  Jordi Cardoner
- Terzo vicepresidente e responsabile di "Espai Barça":  Jordi Moix
- Quarto vicepresidente e tesoriere:  Enrique Tombas
- Responsabile area tecnologica:  Dídac Lee
- Direttore della sezione basket:  Joan Bladé
- Rappresentante alla LFP e alla RFEF:  Javier Bordas
- Responsabile relazioni dei calciatori e statuto economico:  Silvio Elías
- Responsabile servizi e sicurezza:  Josep Ramon Vidal-Abarca
- Presidente commissione attività sociali:  Pau Vilanova
- Segretario:  Jordi Calsamiglia
- Vicesegretario:  Maria Teixidor
- Membri del board:  Jordi Argemí,  Marta Plana,  Josep Pont,  Emili Rousaud,  Oriol Tomàs
- Responsabile accademia calcio amateur:  Xavier Vilajoana

### Sponsor
Per oltre il suo primo secolo di storia, il Barcellona rifiutò di mostrare sponsor commerciali sulla maglia. Il motivo della scelta, in controtendenza rispetto al panorama calcistico mondiale dagli anni 1970 in poi, era legato al fatto che i colori tradizionali della squadra, il blu e il granata, venivano visti come un simbolo della Catalogna, sicché eventuali loghi commerciali erano considerati troppo invadenti; tra gli anni 1990 e 2000, perfino il semplice logo dello sponsor tecnico, lo swoosh della Nike, era stato oggetto di critiche.
Nella stagione 2006-2007 debuttò uno sponsor sui generis, UNICEF, cui il Barcellona diede gratuitamente visibilità sulle proprie maglie. Dal 2011 al 2013 sulle divise ufficiali della squadra comparve il marchio della Qatar Foundation, che si legò ai catalani come un tradizionale sponsor, cioè pagando la sua presenza sulle maglie blaugrana. Il logo del fondo per l'infanzia non venne però rimosso, ma spostato nella parte posteriore della casacca. Nella stagione 2013-2014 fece il suo esordio il primo sponsor prettamente commerciale, Qatar Airways.
Aggiornamento al 2 luglio 2024.
| Sponsor tecnico - Meyba (1982–1992) - Kappa (1992-1998) - Nike (1998-) | Sponsor ufficiale - UNICEF (2006-2011) - Qatar Foundation / UNICEF (2011-2013) - Qatar Airways / UNICEF (2013-2014) - Qatar Airways / Beko / UNICEF (2014-2017) - Rakuten / Beko / UNICEF (2017-2022) - Spotify / Philips (2022-) |

### Impegno nel sociale
Dall'inizio degli anni ottanta il club si è segnalato per i gesti di solidarietà. In quel periodo organizzò una partita amichevole a beneficio dell'UNICEF, partita in cui il Barça affrontò la squadra Human Stars, una selezione dei migliori calciatori del mondo dell'epoca. A metà degli anni novanta l'esperienza fu ripetuta e il club iniziò a impegnarsi seriamente nella lotta contro la droga, organizzando diverse partite a scopo benefico in collaborazione con la Fundación de Ayuda contra la Droga. I proventi dell'incontro furono destinati al "Proyecto Hombre".
Con l'arrivo del presidente Joan Laporta la dirigenza ha manifestato più volte l'intenzione di incrementare i fondi destinati alle cause sociali, esprimendo il desiderio che il club fosse conosciuto a livello mondiale per la sua inclinazione solidaristica. Con questo scopo alla fine del 2005 il FC Barcelona organizzò un'amichevole al Camp Nou tra una selezione di giocatori israeliani e palestinesi, uniti per la prima volta in una medesima squadra. Nello stesso periodo si sono moltiplicati gli accordi firmati con le ONG per l'aiuto economico ai paesi del terzo mondo.
Dal 2006 il club devolve ogni anno lo 0,7% del ricavato annuale societario all'UNICEF. Inoltre il Barcellona, nel periodo 2006-2011, ha collocato il logo dell'UNICEF al centro delle proprie maglie, contravvenendo alla storica regola del club secondo cui ogni tipo di pubblicità sulle divise era proibita. Dal 2011 il logo dell'UNICEF è passato sulla parte posteriore delle maglie, mentre sulla parte anteriore compare il marchio della Qatar Foundation. Dal 2010, in occasione dell'arrivo di David Villa, il Barcellona ha deciso di inserire nel contratto dei suoi giocatori una clausola antirazzismo secondo la quale i giocatori verranno severamente puniti qualora metteranno in atto una qualsiasi forma di discriminazione.

### Settore giovanile
Il settore giovanile, noto come cantera, ha un'importanza fondamentale, perché fin dall'infanzia viene insegnato ai giovani allievi il tiki-taka, uno stile di calcio basato su un estenuante possesso palla, principalmente orizzontale, finalizzato a far correre a vuoto l'avversario, stancarlo e quindi avere statisticamente più possibilità che quest'ultimo si distragga e lasci spazi liberi tra le linee. Solo a quel punto la squadra che attua il tiki-taka decide di verticalizzare. Questa tipologia di gioco è la stessa che attua la prima squadra, quindi l'inserimento dei canterani in quest'ultima risulta più naturale; infatti la "cantera" ha prodotto giocatori che sono stati pilastri fondamentali nei successi recenti della squadra blaugrana, come il difensore e capitano Carles Puyol, i centrocampisti Xavi e Andrés Iniesta, l'attaccante Lionel Messi. Oltre a questi, sono cresciuti a La Masia altri giocatori che hanno fatto parte in pianta stabile della formazione blaugrana, nonché della Nazionale spagnola: il portiere Víctor Valdés, i difensori Gerard Piqué e Jordi Alba, i centrocampisti Sergio Busquets e Cesc Fàbregas e l'attaccante Pedro.

## Allenatori e presidenti

### Allenatori

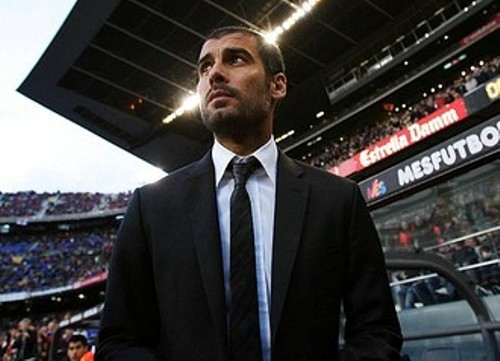
Josep Guardiola, l'allenatore più vincente della storia del club.

Il Barcellona ha avuto in tutto 58 allenatori. Il primo fu l'inglese John Barrow, che guidò la formazione azulgrana in 19 partite nel 1917. Tra gli allenatori del Barcellona i più sono stranieri e solo 28 spagnoli, 17 dei quali catalani. Gli allenatori spagnoli sono stati per lo più ex calciatori blaugrana, esclusi Luis Aragonés, Llorenç Serra Ferrer e Quique Setién, spagnoli non ex calciatori del club.
Tra le nazionalità dei tecnici stranieri prevale quella inglese (8 rappresentanti), seguita dall'olandese e argentina (4) oltre all'ungherese (3). Chiudono questa particolare graduatoria la nazionalità tedesca (2) e quelle francese, croata, serba, irlandese, ceca e italiana (1). 4 gli allenatori non europei: quattro argentini (Helenio Herrera, Roque Olsen, César Luis Menotti e Gerardo Martino) e un uruguaiano (Enrique Fernández).
Il tecnico in carica più a lungo fu Johan Cruijff, rimasto per otto anni, dal 1988 al 1996. Cruijff detiene anche il primato nel numero di partite come allenatore (602). Il secondo tecnico più longevo fu l'inglese Jack Greenwell, che diresse il club in 492 partite in due periodi distinti, dal 1917 al 1924 e dal 1931 al 1933. Il terzo è l'olandese Rinus Michels con 361 incontri in due riprese: dal 1971 al 1975 e dal 1976 al 1978.
L'allenatore più vincente nella storia del club è Josep Guardiola, con 14 trofei, seguito da Johan Cruijff, con 11.
- 1917  John Barrow
- 1917-1924  Jack Greenwell
- 1924-1925  Jesza Poszony
- 1925-1926  Ralph Kirby
- 1926-1927  Richard Domby
- 1927-1929  Romà Forns
- 1929-1931  James Bellamy
- 1931-1933  Jack Greenwell
- 1933-1934  Richard Domby
- 1934-1935  Franz Platko
- 1935-1937  Patrick O'Connell
- 1939-1941  Josep Planas
- 1941-1942  Ramón Guzmán
- 1942-1944  Joan José Nogués
- 1944-1947  Josep Samitier
- 1947-1950  Enrique Fernández
- 1950  Ramon Llorens
- 1950-1954  Ferdinand Daučík
- 1954-1955  Sandro Puppo
- 1955-1956  Franz Platko
- 1956-1958  Domènec Balmanya
- 1958-1960  Helenio Herrera
- 1960  Enric Rabassa
- 1960-1961  Ljubiša Broćić
- 1961  Enrique Orizaola
- 1961  Luis Miró
- 1961-1963  László Kubala
- 1963  Josep Gonzalvo
- 1963-1964  César
- 1964-1965  Vicenç Sasot
- 1965-1967  Roque Olsen
- 1967-1969  Salvador Artigas
- 1969-1970  Josep Seguer
- 1970-1971  Vic Buckingham
- 1971-1975  Rinus Michels
- 1975-1976  Hennes Weisweiler
- 1976  Laureano Ruiz
- 1976-1978  Rinus Michels
- 1978-1979  Lucien Muller
- 1979-1980  Joaquim Rifé
- 1980  Helenio Herrera
- 1980  László Kubala
- 1980-1981  Helenio Herrera
- 1981-1983  Udo Lattek
- 1983  José Luis Romero
- 1983-1984  César Luis Menotti
- 1984-1987  Terry Venables
- 1987-1988  Luis Aragonés
- 1988  Carles Rexach
- 1988-1996  Johan Cruijff
- 1996  Carles Rexach
- 1996-1997  Bobby Robson
- 1997-2000  Louis van Gaal
- 2000-2001  Llorenç Serra Ferrer
- 2001-2002  Carles Rexach
- 2002-2003  Louis van Gaal
- 2003  Antonio de la Cruz
- 2003  Radomir Antić
- 2003-2008  Frank Rijkaard
- 2008-2012  Josep Guardiola
- 2012-2013  Tito Vilanova
- 2013-2014  Gerardo Martino
- 2014-2017  Luis Enrique
- 2017-2020  Ernesto Valverde
- 2020  Quique Setién
- 2020-2021  Ronald Koeman
- 2021  Sergi (ad interim)
- 2021-2024  Xavi
- 2024-  Hans-Dieter Flick

### Presidenti
Il Barcellona ha avuto 38 presidenti e 4 comitati di gestione nel corso della sua storia. In verità il fondatore del club, lo svizzero Hans Gamper, non fu, paradossalmente, il primo presidente. Lo fu l'inglese Walter Wild, essendo la persona più adulta delle undici che parteciparono all'assemblea di fondazione. Gamper, tuttavia, sarebbe stato al timone del Barcellona in cinque diverse riprese. Il presidente più longevo nella storia del club fu Josep Lluís Núñez, che ricoprì l'incarico per ventidue anni, dal 1978 al 2000.
La grande maggioranza dei presidenti (33 su 38) sono stati spagnoli. Nei suoi primi anni il club ebbe due presidenti inglesi (Walter Wild e Arthur Witty), due tedeschi (Paul Haas e Otto Gmelin) e uno svizzero (Hans Gamper). La presidenza del FC Barcelona è stabilita dai soci. Questa regola fu violata soltanto nel periodo posteriore alla guerra civile spagnola, dal 1939 al 1953, quando il presidente era designato dalle autorità del governo. Nel 1953 si tennero le prime elezioni semi-democratiche, in cui poterono votare tutti i soci maschi maggiorenni.
Dal 1978 il presidente è eletto per suffragio universale. Le elezioni si svolgono ogni quattro anni e vi possono votare ed essere votati tutti i soci e socie del club che hanno compiuto 18 anni, con alle spalle almeno un anno di adesione al club.
Il presidente sceglie i membri della giunta direttiva, che sono ratificati da un'assemblea di "soci rappresentanti": 300 soci maggiorenni eletti a sorte e partecipanti, per un biennio, alle assemblee annuali dei soci, con diritto di parola e di voto, in rappresentanza di tutti i soci del club. Secondo la legislazione sportiva spagnola tutti i direttivi devono presentare avalli economici pari al 15% del bilancio annuale del club. Questa norma, stabilita allo scopo di garantire la prosperità economica al club contro un'eventuale cattiva gestione direttiva, è criticata da una parte dei soci, che vedono un ostacolo economico al principio basilare della società, secondo cui qualunque socio ha diritto a candidarsi alla presidenza.
Il quartultimo presidente del Barcellona (quintultimo se si considera la presidenza interinale di Carlos Tusquets tra 2020 e 2021) è stato Joan Laporta, un avvocato catalano nominato nel 2003 e rieletto il 22 agosto 2006 senza necessità di andare alle urne, essendo stato l'unico dei quattro candidati a superare abbondantemente le 1 804 firme di soci richieste per aspirare alla presidenza del club. Laporta iniziava allora il suo secondo mandato, che si è concluso nel 2010.
Il 20 luglio 2006 il giudice Roberto García Ceniceros emise una sentenza in cui si obbligava l'attuale direttivo a convocare nuove elezioni immediatamente, come reclamava il socio Joan March Torné ed essendo ciò consentito dagli statuti del club. Joan Laporta credette che le elezioni si dovessero tenere nel 2007 allo scadere, a sua detta, dei quattro anni di mandato. L'errore era, però, di un anno e derivava dal fatto che l'attuale direttivo iniziò il suo primo mandato il 22 giugno 2003, data supposta per iniziare il mandato prima che l'esercizio economico della stagione 2002-2003 si concludesse, ragion per cui il socio querelante sosteneva che la giunta di Laporta dovesse finire il 30 giugno 2006, dovendosi gli otto giorni precedenti alla chiusura contare come un anno di mandato.
Dopo la fine del mandato di Laporta, subentrò alla carica di presidente, a partire dal 1º luglio 2010, Sandro Rosell, eletto con più del 60% dei voti dai membri del club. Il 23 gennaio 2014 Rosell si dimise da presidente dopo che il giudice Pablo Ruz aveva ordinato l'inizio di un'udienza per indagare su Rosell per presunta appropriazione indebita di fondi per l'acquisto dell'attaccante brasiliano Neymar, dicendo che Rosell avrebbe potuto essere chiamato di persona per testimoniare al processo. Solo durante la presidenza del successore Josep Maria Bartomeu vennero alla luce i reali costi di Neymar, le commissioni alla compagnia gestita dal padre e l'effettivo ammontare al Santos FC, con la società blaugrana che venne indagata per frode fiscale e citata in giudizio dall'ex squadra del fuoriclasse per ricevere più soldi dei circa 17 milioni di euro pagati.
L'era Bartomeu (2014-2020) vide il neopresidente completare il mandato interrotto di Rosell e vincere le elezioni svoltesi nel 2015 con oltre il 50% dei voti, anche sull'onda dell'entusiamo per i successi di quell'anno. Dopo anni turbolenti e il caso del burofax di Messi nell'estate, il 27 ottobre 2020 Bartomeu rassegnò le sue dimissioni insieme a tutta la giunta direttiva, cui seguirono circa quattro mesi del presidente ad interim Carlos Tusquets. Oltre al caso Neymar su cui non si procedette oltre, nel marzo 2021 Bartomeu è stato indagato dalla polizia catalana a causa di una presunta campagna di diffamazione contro alcuni membri e giocatori del Barcellona (conosciuto come Barçagate), in cui avrebbe assunto una società, la I3 Ventures, per migliorare l'immagine del club sui social media e screditare alcuni obiettivi, tra cui Lionel Messi e Gerard Piqué.
Il 7 marzo 2021 si aprì una nuova era Laporta, per la terza volta numero uno della società blaugrana, con il 54% dei voti e battendo Victor Font i Manté e Toni Freixa i Martí.
- 1899-1901  Walter Wild
- 1901-1902  Bartomeu Terradas
- 1902-1903  Paul Haas
- 1903-1905  Arthur Witty
- 1905-1906  Josep Maria Soler
- 1906-1908  Juli Marial
- 1908  Vicenç Reig
- 1908-1909  Joan Gamper
- 1909-1910  Otto Gmeling
- 1910-1913  Joan Gamper
- 1913-1914  Francesc de Moxó
- 1914  Àlvar Presta
- 1914-1915  Joaquim Peris de Vargas[28]
- 1915-1916  Rafael Llopart
- 1916-1917  Gaspar Rosés
- 1917-1919  Joan Gamper
- 1919-1920  Ricard Graells
- 1920-1921  Gaspar Rosés
- 1921-1923  Joan Gamper
- 1923-1924  Enric Cardona
- 1924-1925  Joan Gamper
- 1925  Joan Coma[28]
- 1925-1929  Arcadi Balaguer
- 1929-1930  Tomàs Rosés
- 1930-1931  Gaspar Rosés
- 1931  Antoni Oliver
- 1931-1934  Joan Coma
- 1934-1935  Esteve Sala
- 1935-1936  Josep Sunyol
- 1936-1939  Francesc Casals, Paulí Carbonell[29]
- 1939-1940  Joan Soler[29]
- 1940-1942  Enrique Piñeyro Queralt
- 1942  Josep Vidal-Ribas[28]
- 1942-1943  Enrique Piñeyro Queralt
- 1943  Josep Antoni de Albert[28]
- 1943-1946  Josep Vendrell
- 1946-1952  Agustí Montal
- 1952-1953  Enric Martí
- 1953-1961  Francesc Miró-Sans
- 1961  Antoni Julià de Campmany[28]
- 1961-1968  Enric Llaudet
- 1968-1969  Narcís de Carreras
- 1969-1977  Agustí Montal
- 1977-1978  Raimon Carrasco[28]
- 1978-2000  Josep Lluís Núñez
- 2000-2003  Joan Gaspart
- 2003  Enric Reyna[28]
- 2003  Joan Trayter[29]
- 2003-2006  Joan Laporta
- 2006  Xavier Sala[29]
- 2006-2010  Joan Laporta
- 2010-2014  Sandro Rosell
- 2014-2021  Josep Maria Bartomeu
- 2021-  Joan Laporta

## Calciatori
In più di un secolo di storia oltre mille calciatori hanno vestito la maglia del Barcellona. I calciatori di nazionalità straniera hanno avuto sempre grande peso nella storia del club e hanno segnato le epoche più vittoriose del Barcellona. Fondato da un gruppo di stranieri, il club inizialmente era formato principalmente da atleti inglesi, svizzeri e tedeschi; soltanto a partire dagli anni settanta, quando il calcio spagnolo regolarizzò la partecipazione di giocatori stranieri, la squadra incominciò a tesserare con più frequenza calciatori di nazionalità estera.

### Hall of Fame
Di seguito l'elenco dei giocatori inseriti nella "Hall of Fame" del club:
- Lionel Messi
- Diego Armando Maradona
- Juliano Belletti
- Rivaldo
- Ronaldinho
- Neymar
- Hristo Stoičkov
- Samuel Eto'o
- Éric Abidal
- Johan Cruijff
- Ronald Koeman
- Luís Figo
- Paulino Alcántara
- César Rodríguez Álvarez
- José Mari Bakero

- Estanislao Basora
- Txiki Begiristain
- Gustau Biosca
- Josep Escolà
- Josep Fusté
- Marià Gonzalvo
- Josep Guardiola
- Andrés Iniesta
- Migueli
- Carles Puyol
- Quini
- Antoni Ramallets
- Carles Rexach
- Salvador Sadurní

- Emilio Sagi-Barba
- Joan Segarra
- Luis Suárez
- Javier Urruticoechea
- Víctor Valdés
- Xavi
- Ricardo Zamora
- Andoni Zubizarreta
- Joan Gamper
- Zoltán Czibor
- Sándor Kocsis
- László Kubala
- Franz Platko
- Luis Alberto Suárez Díaz

### Capitani
- José Ramón Alexanko (1986-1993)
- José Mari Bakero (1993-1996)
- Gheorghe Popescu (1996-1997)
- Josep Guardiola (1997-2001)
- Sergi Barjuan (2001-2002)
- Luis Enrique (2002-2004)
- Carles Puyol (2004-2014)
- Xavi (2014-2015)
- Andrés Iniesta (2015-2018)
- Lionel Messi (2018-2021)
- Sergio Busquets (2021-2023)
- Sergi Roberto (2023-2024)
- Marc-André ter Stegen (2024-)

### Vincitori di titoli
Palloni d'oro
 Luis Suárez (1960)
 Johan Cruyff (1973 e 1974)
 Hristo Stoičkov (1994)
 Rivaldo (1999)
 Ronaldinho (2005)
 Lionel Messi (2009, 2010, 2011, 2012, 2015, 2019 e 2021)
FIFA World Player
 Romário (1994)
 Ronaldo (1996 e 1997)
 Rivaldo (1999)
 Ronaldinho (2004 e 2005)
 Lionel Messi (2009)
The Best FIFA Men's Player
 Lionel Messi (2019)

### Contributo alle nazionali
Storicamente il Barcellona, insieme al Real Madrid, ha sempre contato sull'apporto dei migliori giocatori spagnoli e ha contribuito in maniera determinante a nutrire la rappresentativa nazionale. Il giocatore del Barcellona che conta più presenze con la maglia della Spagna è Xavi, il quale con 133 presenze è altresì il secondo nella classifica per presenze con le Furie rosse. Dell'undici titolare nella finale del campionato mondiale di calcio 2010, che è valso l'unico titolo iridato alla Spagna, ben sette erano giocatori azulgrana: Piqué, Puyol, Iniesta, Xavi, Busquets, Villa e Pedro.

## Palmarès

### Competizioni nazionali
- Campionato spagnolo: 28

1928-1929; 1944-1945; 1947-1948; 1948-1949; 1951-1952; 1952-1953; 1958-1959; 1959-1960; 1973-1974; 1984-1985 
1990-1991; 1991-1992; 1992-1993; 1993-1994; 1997-1998; 1998-1999; 2004-2005; 2005-2006; 2008-2009; 2009-2010 
2010-2011; 2012-2013; 2014-2015; 2015-2016; 2017-2018; 2018-2019; 2022-2023; 2024-2025
- Coppa di Spagna: 32  (record)

1910; 1912; 1913; 1920; 1922; 1925; 1926; 1928; 1942; 1951 
1952; 1952-1953; 1957; 1958-1959; 1962-1963; 1967-1968; 1970-1971; 1977-1978; 1980-1981; 1982-1983 
1987-1988; 1989-1990; 1996-1997; 1997-1998; 2008-2009; 2011-2012; 2014-2015; 2015-2016; 2016-2017; 2017-2018 
 2020-2021; 2024-2025
- Coppa della Liga: 2  (record)

1983; 1986
- Supercoppa di Spagna: 15  (record)

1983; 1991; 1992; 1994; 1996; 2005; 2006; 2009; 2010; 2011 
2013; 2016; 2018; 2023; 2025
- Coppa Eva Duarte: 3  (record)

1948; 1952; 1953

### Competizioni internazionali
- Coppa dei Campioni/UEFA Champions League: 5

1991-1992; 2005-2006; 2008-2009; 2010-2011; 2014-2015
- Coppa delle Coppe: 4  (record)

1978-1979; 1981-1982; 1988-1989; 1996-1997
- Supercoppa UEFA: 5

1992; 1997; 2009; 2011; 2015
- Coppa del mondo per club: 3

2009; 2011; 2015
- Coppa delle Fiere: 3  (record)[33]

1955-1958; 1958-1960; 1965-1966
- Coppa Latina: 2 (record condiviso con Milan e Real Madrid)

1949; 1952

### Altre competizioni
- Coppa dei Pirenei: 4  (record)

1910; 1911; 1912; 1913
- Liga Mediterránea de fútbol: 1 [8]

1937
- Copa Catalunya: 8  (record)[34]

1991; 1993; 2000; 2004; 2005; 2007; 2013; 2014

### Competizioni giovanili
- Blue Stars/FIFA Youth Cup: 3

1993; 1994; 1995
- UEFA Youth League: 3  (record)

2013-2014; 2017-2018; 2024-2025

## Statistiche e record

### Partecipazione ai campionati e ai tornei internazionali

#### Campionati nazionali
Dalla stagione 1928-1929 alla stagione 2024-2025 compresa, la squadra ha partecipato a:
| Livello | Categoria        | Partecipazioni | Debutto   | Ultima stagione | Totale |
| ------- | ---------------- | -------------- | --------- | --------------- | ------ |
| 1º      | Primera División | 95             | 1928-1929 | 2025-2026       | 95     |

#### Partecipazione alle coppe internazionali
Alla stagione 2024-2025 il club ha ottenuto le seguenti partecipazioni ai tornei internazionali:
| Categoria                                | Partecipazioni | Debutto   | Ultima stagione |
| ---------------------------------------- | -------------- | --------- | --------------- |
| Coppa dei Campioni/UEFA Champions League | 35             | 1959-1960 | 2024-2025       |
| Coppa delle Coppe                        | 13             | 1963-1964 | 1996-1997       |
| Coppa Intercontinentale                  | 1              | 1992      | 1992            |
| Supercoppa UEFA                          | 9              | 1979      | 2015            |
| Coppa UEFA/UEFA Europa League            | 13             | 1972-1973 | 2022-2023       |
| Coppa del mondo per club FIFA            | 4              | 2006      | 2015            |
| Coppa delle Fiere                        | 11             | 1955-1958 | 1970-1971       |
| Coppa Latina                             | 2              | 1949      | 1952            |

### Statistiche di squadra
- Miglior piazzamento nella Liga spagnola: 1º (28 volte)
- Peggior piazzamento nella Liga spagnola: 12º (stagione 1941-1942)
- Piazzamento storico: 2º (24 volte)
- Partecipazioni alla Primèra Division: 94 (record condiviso con il Real Madrid e l'Athletic Bilbao)
- Partecipazioni alla Coppa del Re: 99
- Partecipazioni alla Coppa della Liga: 4
- Partecipazioni alla Supercoppa di Spagna: 22
- Migliore vittoria in campionato: Barcellona - Gimnàstic de Tarragona 10-1 (stagione 1949-1950)
- Peggiore sconfitta in campionato: Athletic Club - Barcellona 12-1 (stagione 1930-1931)
- Migliore vittoria in Europa: Barcellona - Apollōn Limassol 8-0 (stagione 1982-1983), Barcellona - Púchov 8-0 (stagione 2003-2004)[35]
- Migliore vittoria in Coppa del Re: Barcellona - L'Hospitalet 9-0 (stagione 2011-2012)
- Peggiore sconfitta in Europa: Barcellona - Bayern Monaco 2-8 (stagione 2019-2020)
- Maggior numero di vittorie in una stagione: 32 (2012-2013)
- Minor numero di sconfitte in una stagione: 1 (2009-2010 e 2017-2018)
- Maggior numero di punti in una stagione: 100 (2012-2013)
- Maggior numero di gol in una stagione: 110 (2014-2015)
- Maggior numero di vittorie consecutive: 16 (2010-2011)
- Maggior numero di partite consecutive senza sconfitte in campionato: 43 (tra la stagione 2016-2017 e la stagione 2017-2018) (record spagnolo)
- Acquisto più costoso: Philippe Coutinho - 160 milioni di euro (dal Liverpool)
- Cessione più remunerativa: Neymar - 222 milioni di euro (al Paris Saint-Germain)

### Statistiche individuali
I nomi in grassetto sono tuttora giocatori del Barcellona.

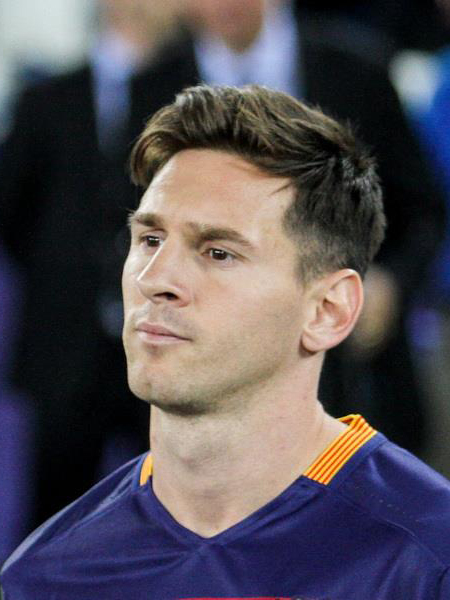
Lionel Messi, primatista di presenze e miglior marcatore nella storia del club.

Nelle competizioni europee il giocatore con più presenze è Xavi (173), mentre Lionel Messi detiene il record dei gol segnati (123).
Dati aggiornati al 22 maggio 2023.
| Presenze - 778 - Lionel Messi (2004-2021) - 767 - Xavi (1998-2015) - 722 - Sergio Busquets (2008-2023) - 674 - Andrés Iniesta (2002-2018) - 616 - Gerard Piqué (2008-2022) - 593 - Carles Puyol (1999-2014) - 549 - Migueli (1973-1988) - 536 - Víctor Valdés (2002-2014) - 459 - Jordi Alba (2012-2023) - 449 - Carles Rexach (1967-1981) | Reti - 672 - Lionel Messi (2004-2021) - 232 - César Rodríguez (1942-1955) - 198 - Luis Suárez (2014-2020) - 194 - László Kubala (1950-1961) - 178 - Josep Samitier (1919-1933) - 164 - Josep Escolà (1934-1949) - 142 - Paulino Alcántara (1912-1927) - 134 - Ángel Arocha (1926-1933) - 130 - Samuel Eto'o (2004-2009) - 130 - Rivaldo (1997-2002) |

## Tifoseria

### Storia
Prima del 1909 il Barcellona giocava in vari stadi comunali, nessuno dei quali era di proprietà del club. Il 14 marzo 1909 il club si trasferì al Camp de la Indústria, che aveva una capacità di 6.000 persone, e fu il primo impianto di proprietà. Il Barcellona si trasferì poi al Camp de Les Corts nel 1922, che inizialmente aveva una capacità di 20.000 posti, successivamente triplicati fino a raggiungere quota 60.000. Si deve alla fila superiore (c'erano solo due livelli) del primo stadio l'origine del soprannome catalano culer (pl. culers), derivato dal catalano cul "sedere", poiché gli spettatori che non riuscivano a trovare posti a sedere al Camp de la Indústria stavano con i loro culs sulla tribuna ad assistere alle partite.
A metà degli anni '40, il club inventò la nozione di penyes, un misto tra un fan club e una società di supporto finanziario, in un periodo in cui il club aveva bisogno di aiuti economici e pubblico a causa dell'ostilità della dittatura del generale Francisco Franco. I penyes avrebbero poi dimostrato il loro potere finanziario nel 1953, quando proposero la costruzione del Camp Nou: l'ispirazione fu data dal piano che l'Athletic Bilbao, acerrimo rivale, aveva utilizzato per la costruzione dello stadio San Mamés, dove un'associazione di penyes si era impegnata a finanziare la costruzione. Di conseguenza, la successiva costruzione dello stadio mise il club nelle mani dei suoi tifosi, dando ai penyes un'influenza politica sul club che dura ancora oggi e istituendo la forma moderna di azionariato popolare.

### Gemellaggi e rivalità

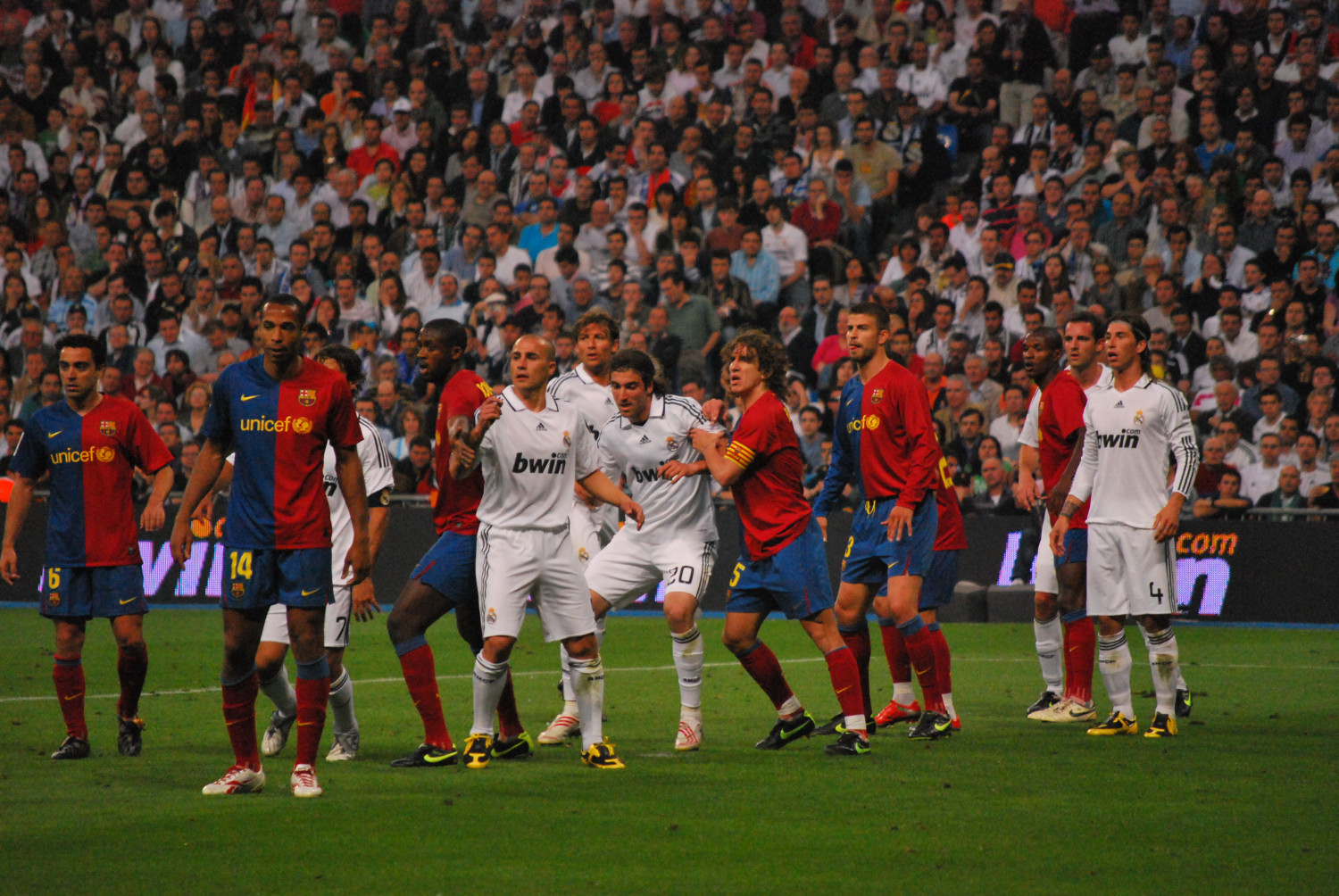
Una fase di un Clásico della stagione 2008-2009.

I tifosi del Barcellona sono gemellati con quelli del Tenerife, l'amicizia fra i due club è nata all'inizio degli anni novanta quando il Tenerife battendo all'ultima giornata il Real Madrid nel 1991-1992 e nel 1992-1993 regalò due titoli agli azulgrana. Le rivalità più grandi storicamente sono con il Real Madrid e l'Espanyol, anche se vive pure un'accesa rivalità con Valencia.
In Spagna vi è una forte rivalità tra i due club più forti e titolati, in tal caso il Barcellona e il Real Madrid. La partita tra queste due squadre è conosciuta con il nome di El Clásico ("Il Classico"). Sin dall'inizio le due compagini furono viste come le rappresentanti di due regioni storicamente antagoniste, la Catalogna e la Castiglia, e delle due stesse città. La rivalità ha indubbiamente marcate connotazioni politiche e socio-culturali e affonda le sue radici nelle tensioni tra catalani e castigliani, una costante della storia della Spagna.
Elemento caratterizzante della dittatura di Primo de Rivera e specialmente di Francisco Franco fu la soppressione delle identità regionali, realizzata tramite l'abolizione ufficiale delle lingue locali. Fu per queste ragioni che il FC Barcelona divenne più di un club, assurgendo ad ambasciatore e nume tutelare dell'identità e della libertà politica della Catalogna. Nel contempo tra i catalani cresceva l'ostilità verso il Real Madrid, identificato come il club del centralismo del regime.
In verità a soffrire la dittatura franchista durante la guerra civile furono membri di entrambi i club, come Josep Sunyol e Rafael Sánchez Guerra. Negli anni cinquanta la rivalità fu esacerbata in maniera rilevante dalla controversia sorta attorno al trasferimento di Alfredo Di Stéfano. Negli anni sessanta la contrapposizione tra le due potenze calcistiche raggiunse il palcoscenico della UEFA: i due club si incontrarono due volte, nelle stagioni 1959-60 e 1960-61, in Coppa dei Campioni. La rivalità tra i blaugrana e le merengues si rinnova annualmente per la conquista del campionato spagnolo e nei primi anni duemila ha conosciuto nuove sfide in UEFA Champions League.
L'altra rivalità importante è quella con il Reial Club Deportiu Espanyol, la squadra reale di Barcellona. Contrariamente al Barça, che sin dalle origini ha un carattere multietnico e multiculturale, l'Espanyol fu fondato da un gruppo di appassionati di calcio spagnoli. La prima sede dell'Espanyol era presso il ricco quartiere di Sarrià e il nome del club era fino al 1995 in castigliano, Real Club Deportivo Español.
Tradizionalmente, specie negli anni seguenti alla guerra civile spagnola, l'Espanyol fu considerato un sodalizio che coltivava una qualche complicità con l'autorità centrale, al contrario del Barcellona, il quale simboleggiava per molti catalani l'ideale di autonomia regionale. I blanquiazules dell'Espanyol cercarono di "catalanizzare" il nome tramutandolo in Reial Club Deportiu Espanyol, non suscitando le simpatie dei tifosi blaugrana.

## Organico

### Rosa 2025-2026
Rosa aggiornata al 10 agosto 2025.
| N. |                    | Ruolo | Calciatore               |
| -- | ------------------ | ----- | ------------------------ |
| 1  | Spagna (bandiera)  | P     | Iñaki Peña               |
| 3  | Spagna (bandiera)  | D     | Alejandro Balde          |
| 4  | Uruguay (bandiera) | D     | Ronald Araújo            |
| 5  | Spagna (bandiera)  | D     | Pau Cubarsí              |
| 6  | Spagna (bandiera)  | C     | Gavi                     |
| 7  | Spagna (bandiera)  | A     | Ferrán Torres            |
| 8  | Spagna (bandiera)  | C     | Pedri                    |
| 9  | Polonia (bandiera) | A     | Robert Lewandowski       |
| 10 | Spagna (bandiera)  | A     | Lamine Yamal             |
| 11 | Brasile (bandiera) | A     | Raphinha (vice capitano) |
| 13 | Spagna (bandiera)  | P     | Joan García              |

| N. |                        | Ruolo | Calciatore                       |
| -- | ---------------------- | ----- | -------------------------------- |
| 14 | Inghilterra (bandiera) | A     | Marcus Rashford                  |
| 15 | Danimarca (bandiera)   | D     | Andreas Christensen              |
| 16 | Spagna (bandiera)      | C     | Fermín López                     |
| 17 | Spagna (bandiera)      | C     | Marc Casadó                      |
| 18 | Spagna (bandiera)      | C     | Oriol Romeu                      |
| 20 | Spagna (bandiera)      | C     | Dani Olmo                        |
| 21 | Paesi Bassi (bandiera) | C     | Frenkie de Jong                  |
| 23 | Francia (bandiera)     | D     | Jules Koundé                     |
| 24 | Spagna (bandiera)      | D     | Eric García                      |
| 25 | Polonia (bandiera)     | P     | Wojciech Szczęsny                |
|    | Germania (bandiera)    | P     | Marc-André ter Stegen (capitano) |

### Staff tecnico
- Hans-Dieter Flick - Allenatore
- Marcus Sorg - Assistente allenatore
- Toni Tapalovic - Assistente allenatore
- Heiko Westermann - Assistente allenatore
- José Ramón de la Fuente - Allenatore dei portieri
- Julio Tous - Responsabile della formazione fitness
- Pepe Conde - Preparatore atletico campo
- Rafa Maldonado - Preparatore atletico campo
- Germán Fernández - Preparatore atletico palestra e fitness

## Altre sezioni
Il Futbol Club Barcelona è una società polisportiva che conta dodici altre sezioni oltre a quella calcistica. Da un punto di vista strutturale il club attua una distinzione tra sezioni maschili professionistiche, sezioni maschili non professionistiche e sezioni femminili.

### Sezioni maschili professionistiche
Le sezioni maschili professionistiche sono tre: il Barcellona della pallacanestro, il Barcellona della pallamano e il Barcellona dell'hockey su pista. Si tratta delle tre sezioni maggiormente professionistiche e prestigiose. Prendono parte alle competizioni di categoria più elevata in Spagna nelle rispettive discipline sportive, oltre a essere componenti dell'élite dei club europei per la quantità di trofei continentali vinti. In tutto il FC Barcelona conta, con queste tre sezioni, 26 Coppe d'Europa. Tutte e tre queste squadre hanno sede nel Palau Blaugrana, dove disputano le partite interne.
Il Barcellona della pallacanestro è il secondo club cestistico spagnolo per numero di titoli conquistati, nonché una delle compagini più vincenti d'Europa. Visse la sua epoca di gloria tra gli anni ottanta e i novanta, in cui mise in bacheca svariati trofei nazionali e continentali. Nel 2002-2003 conquistò poi l'Eurolega prevalendo nella fase finale disputata proprio a Barcellona.
La sezione di pallamano del Barcellona, costituita nel 1942, è quella che ha dato più successi al club. Compagine più titolata a livello spagnolo ed europeo, assomma 9 Coppe d'Europa, l'ultima delle quali sollevata nel 2015. L'attuale direttore tecnico è Xesco Espar. Anche la sezione di hockey su pista del Barcellona fu creata nel 1942 ed è reputata la migliore squadra del mondo nella sua disciplina, anche perché può vantare il primato di titoli europei (19). Il direttore tecnico attuale è Quim Paüls.

#### Pallacanestro

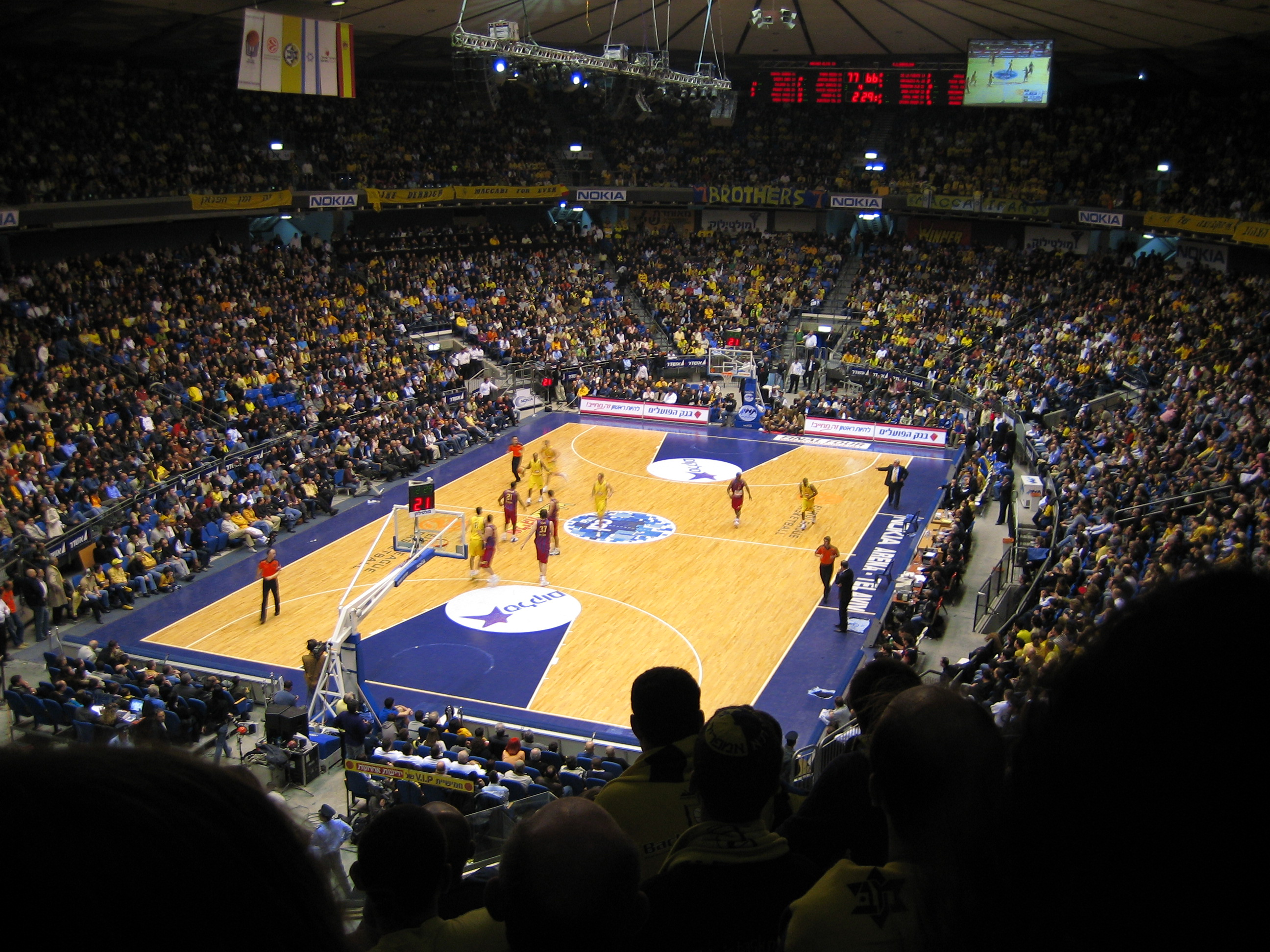
Una partita della sezione cestistica del Barcellona.

La sezione cestistica del FC Barcelona è una delle compagini di pallacanestro più prestigiose in Spagna e in Europa. Fondata nel 1926, all'inizio ebbe qualche difficoltà e non vinse nessun trofeo, ma negli anni 1940 si affermò a livello nazionale, vincendo sei Coppe del Generalísimo. A cavallo degli anni cinquanta e sessanta conobbe un periodo di sbandamento anche a livello societario, tanto che retrocesse in seconda divisione. Dagli anni settanta iniziò il rilancio, dato ottenne diversi buoni piazzamenti nel campionato spagnolo e in Coppa Korać. A partire dagli anni ottanta vi furono tre decenni di vittorie per la squadra, che vinse parecchi titoli della Liga ACB e delle competizioni europee e che culminarono con la conquista dell'Eurolega nel 2003.

#### Pallamano
La sezione pallamanistica del FC Barcelona è anch'essa una delle compagini di pallamano più prestigiose in Spagna e in Europa. Fondata il 23 novembre 1943, quando ancora la pallamano veniva giocata all'aperto e su un campo da calcio, vinse sin da subito diversi campionati. Con il passaggio alla pallamano moderna il Barcellona domina in campo nazionale e continentale: al momento vanta 28 campionati spagnoli, 25 Coppe del Re, 16 Coppe ASOBAL, 23 Supercoppe spagnole; in campo internazionale detiene il record di vittorie in EHF Champions League con 11 trofei, 1 EHF Cup, 5 Coppe delle Coppe, 5 Supercoppe europee e 5 Mondiali per club.

### Sezioni maschili non professionistiche
Le sezioni maschili dilettantistiche coprono nove discipline: atletica, pattinaggio, calcio a 5, hockey su ghiaccio, baseball, pallavolo, rugby a 15 e ciclismo. Il direttore delle sezioni non professionistiche è l'ex giocatore di hockey su pista argentino Gaby Cairo.
La sezione di atletica fu la seconda a essere formata, dopo quella calcistica. Fondata ufficialmente nel 1915, in realtà esisteva a livello ufficioso già dal 1900, come confermano alcune cronache dell'epoca. La squadra maschile di atletica del FC Barcelona è una delle migliori della Spagna per numero di titoli conseguiti, in campo nazionale e internazionale. Nel suo palmarès spiccano 30 campionati nazionali per club in diverse modalità. Tra gli atleti più celebri si ricordano le medaglie d'oro olimpiche José Manuel Abascal e Javier García-Chico, e i campioni di Spagna Gregorio Rojo, Antonio Corgos, Javier Moracho e Colomán Trabado.
La sezione rugbistica del FC Barcelona è una delle più antiche del club, avendo visto la luce nel 1924.
Gioca le partite interne nella Ciutat Esportiva del F.C. Barcelona.
La squadra seniores A ha giocato nel 2006-07 nella División de Honor spagnola dopo il raggiungimento di un accordo di fusione con l'USAP Barcelona, occupando il posto di quest'ultima formazione nella massima categoria del rugby nazionale.
Si tratta di uno dei club più vincenti d'Europa considerati i molti successi ottenuti tra gli anni quaranta e sessanta.
Tra questi figurano 2 campionati di Spagna, 16 Coppe del Re e una Supercoppa di Spagna.
La sezione di calcio a 5, costituita nel 1984, ha conquistato, al termine della stagione 2005-2006, l'accesso alla Division de Honór della Liga Nacional de Fútbol Sala. Campo di gioco: Palau Blaugrana.
Altre sezioni non professionistiche del Futbol Club Barcelona sono:
- Pallacanestro nella Silla de Ruedas: FC Barcelona-Institut Guttman.
- Hockey su ghiaccio: FC Barcelona Hoquei Gel, creata nel 1972. Campo di gioco: Palau de Gel.
- Hockey su erba: creata nella stagione 1923-1924 e militante nella División de Honor A.
- Pattinaggio artistico su ghiaccio: creata il 25 gennaio 1972.

### Sezioni femminili
Considerate la crescente partecipazione delle donne e la progressiva professionalizzazione dello sport, il FC Barcelona ha promosso la costituzione di molte squadre femminili. Le più importanti sono la sezione calcistica, quella cestistica, quella atletica e quella di pattinaggio artistico.
La squadra di calcio femminile gioca nella Superliga Femenina, la massima categoria del calcio spagnolo. Beneficiò di popolarità nella stagione 2004-2005 in seguito all'acquisto della giocatrice messicana Maribel Domínguez. Ha vinto due campionati consecutivi (2011-12 e 2012-13), 3 volte la Copa de la Reina de Fútbol (1993-94, 2010-11 e 2012-13) e quattro Coppe di Catalogna (2009, 2010, 2011 e 2012). La giocatrice più importante, attualmente, è Sonia Bermúdez. La squadra di pallacanestro femminile in precedenza era chiamata UB-Barça, essendo il risultato dell'unione tra il FC Barcelona e l'Università di Barcellona. Militava nella Liga spagnola di pallacanestro femminile, che conquistò in due occasioni.
La squadra di atletica femminile disputa la División de Honor, primo livello dell'atletica nazionale. Tra gli atleti di spicco oggi figurano le nazionali spagnole Montse Mas, specialista negli 800 metri piani, e Rosa Morató, campionessa d'Europa di cross nel 2005. Della squadra faceva parte fino al 2006 la marciatrice María Vasco, medaglia di bronzo ai Giochi olimpici di Sydney 2000.
La squadra di pattinaggio artistico femminile fu fondata, come quella maschile, il 25 gennaio 1972, in concomitanza con l'inaugurazione del Palau de Gel, la pista di ghiaccio annessa al Palau Blaugrana, sede della squadra. La compagine ha dato al Barcellona molte soddisfazioni, come i 10 titoli di campione di Spagna per club. Una delle figure di spicco della sezione fu Marta Andrade, ritenuta la migliore pattinatrice artistica spagnola e finalista ai Giochi olimpici invernali di Lillehammer 1994 e Nagano 1998.

### Sezioni scomparse
Oltre alle sezioni menzionate, nel corso della sua storia il Barcellona ha visto competere proprie formazioni in altre otto discipline sportive. Tali formazioni si sono poi sciolte per motivi di svariata natura.
Dal 1924 al 1928 il club aveva una squadra di lotta greco-romana il cui leader era il campione olimpico Emili Ardèvol. Un altro lottatore celebre del Barcellona fu Joaquín Blume, membro della sezione di ginnastica, attiva dal 1957 al 1976. Il Barça ebbe anche sezioni di tennis (1926-1936), nuoto (1942), pattinaggio artistico su cemento (1952-1956) e judo (1961-1976).
Le ultime sezioni scomparse sono state quella di football americano, quella di ciclismo e quella di baseball. La prima fece parte del club dal 2001 al 2003 in virtù dell'integrazione con i Barcelona Dragons, squadra che gareggiò nella divisione europea della NFL. La seconda, ricomparsa nel 2004, fu chiusa alla fine del 2006 prima del fallimento di un accordo sulle modalità di direzione del ciclismo da parte delle diverse federazioni internazionali. Nel 1941 il club creò una sezione di baseball che, malgrado la scarsa notorietà, non ha mai smesso di esistere fino al 2011. Comprendeva squadre maschili in tutte le categorie, dai principianti ai seniores, i quali avevano il proprio campo di gioco nello Stadio Pérez de Rozas, situato sul monte Montjuïc di Barcellona. La sezione venne sciolta dopo la vittoria del campionato di baseball spagnolo, la División de Honor.